# Chloris gayana
Chloris gayana es una especie de hierba conocida por el nombre común pasto rodesio. Es nativa de África, pero se puede encontrar en todo el mundo tropical y subtropical como una especie naturalizada.
Puede crecer en muchos tipos de hábitat. También se cultiva en algunas áreas como un pasto agradable para los animales y una cubierta vegetal para reducir la erosión y repoblar rápidamente el suelo desnudo. Es tolerante a los suelos moderadamente salinos y alcalinos.

## Descripción
Es una hierba perenne que puede alcanzar entre medio metro y casi tres metros de altura y se propaga a través de estolones. Forma mechones y puede extenderse en amplios soportes monotípicos. La inflorescencia es un verticilo simple o doble de racimos con forma de dedos de hasta 15 centímetros de largo. Cada espiguilla en el racimo mide unos pocos milímetros de largo y contiene una o dos florecillas fértiles y hasta cuatro florecillas estériles.

## Condiciones de cultivo
Su crecimiento estacional es en la primavera y el verano y su requerimiento de lluvia es de 600-750 mm por año. Este requisito de poca lluvia significa que esta hierba puede sobrevivir en lugares más secos. El pasto rodesio puede crecer en una variedad de condiciones de suelo. Su suelo ideal sería algo mayor que un nivel de pH de 4,3 en términos de acidez.:Además de esto, Chloris gayana tiene una tolerancia moderada al aluminio.  El hecho de que este tipo de hierba sobreviva con poca lluvia, pueda crecer en suelos de pH bajo y tenga una tolerancia moderada al aluminio significa que puede ser beneficiosa para los agricultores pobres de los subtrópicos. Se requiere menos trabajo para mantener esta hierba, lo que significa que los agricultores pueden enfocarse en otras prioridades. También es beneficiosa para los agricultores que poseen tierras con suelos pobres.
Los beneficios de Chloris gayana también se pueden encontrar en el crecimiento de la planta. La semilla germina rápidamente (1-7 días) dependiendo de la temperatura, y con frecuencia logra una cobertura total del suelo dentro de los tres meses posteriores a la siembra. Esto también es bueno para los agricultores cuando se trata de cubrir el suelo desnudo. El hecho de que Chloris gayana pueda crecer rápidamente significa que los agricultores podrían usarla para proteger el suelo de la erosión.

## Tolerancia al estrés
Una característica importante de Chloris gayana es su tolerancia a la sequía. La razón de por qué es tolerante a la sequía se encuentra en sus raíces. La producción se puede efectuar en un periodo de sequía suave si es cultivada para fines de pastoreo. Las raíces son capaces de extraer agua a una profundidad de 4.25 metros. Dado que esta hierba tiene buena tolerancia a la sequía, también podría ser beneficiosa para los agricultores para garantizar que el ganado se alimente en épocas de sequía.
Otra característica importante de Chloris gayana se puede encontrar en su tolerancia a la sal. En términos de especies de gramíneas, este tipo parece ser una de "las especies más tolerantes a la sal" en términos de pastos. En "condiciones salinas, el crecimiento de la planta está restringido". Dado que Chloris gayana muestra una buena tolerancia a la sal, este tipo de pasto puede ser beneficioso para los agricultores que tienen problemas de salinidad en su suelo.

## Variedades genéticas
Existen diversas variedades genéticas de Chloris gayana como Katambora, Pioneer y Callide. "Katambora" es una variedad genética importante que se origina en Zimbabue. Se ha encontrado que es más persistente en suelos más pobres que otras variedades genéticas. Katambora está destinada a la producción de heno porque es más frondosa, de tallo más fino y produce mejor materia seca. Es importante señalar que "Katambora" "es de tipo diploide. Los tipos diploides de Chloris gayana en general muestran buena tolerancia a las heladas, tolerancia a la sal y tolerancia a la sequía.
Un tipo diferente de Chloris gayana son los tipos tetraploides. Los tipos tetraploides de Chloris gayana tienen una característica principal, florecen al final de la temporada, lo que significa que la calidad del alimento se mantiene por más tiempo. También se ha determinado que las variedades tetraploides de Chloris gayana tienen "mayores concentraciones de nutrientes". Sin embargo, hay que señalar que las variedades tetraploides y diploides en la etapa de pre floración del crecimiento tienen "concentraciones adecuadas de nutrientes". Comprender las diferentes variedades genéticas de Chloris gayana es beneficioso para los agricultores. Conocer los diferentes tipos permitirá a un agricultor elegir lo mejor para su situación.

## Información práctica
Chloris gayana puede ser muy útil para los agricultores y las ONG en términos de desarrollo agrícola sostenible. El establecimiento de pasturas para los agricultores "demanda altos costos de capital y mano de obra". Una posible solución a esto sería intercalar Chloris gayana con cultivos alimentarios. Esto sería económicamente viable para los agricultores de escasos recursos. Chloris gayana puede reemplazarse por cultivos de maíz después del deshierbe final del cultivo sin afectar el rendimiento del grano de maíz. Además de esto, "el cultivo de forrajes cultivados, en asociación con cultivos alimentarios, puede contribuir a la mejora del suministro cualitativo y cuantitativo de alimento para el ganado". El cultivo intercalado de Chloris gayana con un cultivo alimentario es un método práctico que los agricultores pueden usar cuando viene al desarrollo agrícola sostenible.
Hay algunos consejos prácticos que los agricultores deben conocer cuando se trata de cosechar Chloris gayana. Por ejemplo, "el cultivo es más productivo en los primeros dos o tres cortes". El valor nutritivo de este forraje es alto cuando la hierba es joven, pero disminuye con la madurez. Los agricultores deben ser conscientes de esto para asegurarse de que puedan aprovechar al máximo este tipo de césped. En términos de pastoreo, Chloris gayana debe pastorearse cuando el clima no es apropiado para la cosecha. Esto también es importante para poder usar este tipo de césped de manera eficiente.
Hay otros usos prácticos de los que los agricultores pueden beneficiarse al cultivar Chloris gayana. Puede ayudar con el control de malezas porque puede vencer y sofocar las malezas. Además de esto, Chloris gayana también es capaz de lidiar con la erosión del suelo en los campos a la deriva sosteniendo la tierra. Chloris gayana también se puede mezclar con leguminosas tales como caupí, stylo y alfalfa, que también mejoran los niveles de nutrientes del suelo. El manejo de las malezas, la erosión del suelo y la mejora del suelo son temas importantes que un agricultor debe enfrentar. Chloris gayana puede ser una buena opción para un agricultor cuando se trata de resolver estos problemas.

## Nombre común
Grama rhodes,pasto italiano.